# Acta Universitatis Lundensis
Acta Universitatis Lundensis (abreviado Acta Univ. Lund.) es una revista con descripciones botánicas que fue editada en Lund (Suecia) por la Universidad de Lund. Se publicaron los números 1 al 40, en los años 1864-1904 con el nombre de Acta Universitatis Lundensis. Lunds Universitets Arsskrift. Afdelningen for mathematik och naturvetenskap.